# Krople miłości
Krople miłości (hiszp. Gotita de amor) – meksykańska telenowela z 1998 roku.

## Obsada
- Laura Flores – María Fernanda De Santiago
- Alejandro Ibarra – Jesús García Chavez
- Andrea Lagunés – Isabel "Chabelita" Arredondo De Santiago
- Mercedes Molto – Lucrecia Samaniego de Sotomayor
- Pilar Montenegro – Arcelia Olmos
- Evita Muñoz – Dolores "Lolita" Lomeli de Centella
- Martha Roth – Dalila Sotomayor
- Irán Eory – Matka Przełożona
- Jaime Garza – Detective Romo
- Raúl Araiza – Guillermo Contreras
- Adalberto Martínez "Resortes" – Concordio
- Alicia Montoya – Trinidad "Trini"
- Martha Ofelia Galindo – Leocadia
- Carmen Amezcua – Hermana Marcela
- Vanessa Angers – Coral
- Socorro Bonilla – Prudencia de Olmos
- Juan Carlos Casasola – Román Correa
- Rafael del Villar – Gilberto
- Carmelita González – Honoria Diaz
- Elizabeth Dupeyrón – Florencia
- Roberto Ramírez Garza – Plácido
- Pilar Escalante – Mirta
- Isaura Espinoza – Desdémona Mayoral
- Héctor Herrera – Zósimo Centella "Papadzul"
- Luisa Huertas – Hermana Cándida
- Isabel Martínez "La Tarabilla" – Candelaria
- Raquel Morell – Bernarda De Santiago
- Gerardo Murguía – Ricardo Sotomayor
- Héctor Sáez – Sócrates Olmos
- Vilma Traca – Hermana Lucha
- María Clara Zurita – Justa Quiñones Monsalve
- Niurka Marcos – Constanza
- Guillermo Zarur – Clemente Tellez
- Adriana Fonseca – Paola
- Renata – Dorotea
- Miguel de León – Ulises Arredondo Rivera
- Erika Martí – Priscila
- Paulina Álvarez – Juliana
- Rodrigo Correa – Paco
- Carla Ortiz – Karina
- Julio Alemán – Juez
- Guillermo Aguilar – Padre Cristóbal
- Roberto Antúnez – Pantaleón
- Joaquin Cordero – Patriarca
- Eduardo Liñán – Lic. Constantino Contreras
- Paty Díaz – Lorena
- Daniela Luján – Daniela
- Ximena Sariñana – Enriqueta
- Paulina Martell – Genoveva
- Andrea Soberón – Flavia / Fabiola Rivera Ostos
- Michelle González – Nuria
- Monserrat de León – Clara Antonia
- Annie del Castillo – Rosy
- Natasha Dupeyrón – Loreta
- Rosita Bouchot – Profesora Leoncia
- Javier Herranz – Francisco
- Sergio Blass – Vilko
- Estela Barona – Yanka
- Ramón Menéndez – Augusto Arredondo
- Teo Tapia – Octavio De Santiago
- Vanessa Villela – Naida
- José Luis Cantú – Tacho
- Ricardo Vera – Evaristo
- Roberto D’Amico – Óscar Serrano
- Héctor Soberón – Dr. Alberto
- Ana Karla Kegel – Pilar
- Elena Paola Kegel – Socorro
- Michaelle Mayer – Teresa